# Deutsche Filmakademie
Deutsche Filmakademie (DFA, l'Académie allemande du cinéma est fondée le 8 septembre 2003 à Berlin. Son objectif est de promouvoir la réputation et la notoriété du cinéma allemand.
Depuis 2005, les lauréats du Prix du cinéma allemand Lola sont choisis par les membres de l'Académie allemande du cinéma.

## Histoire
L'Académie allemande du cinéma est fondée en 2003 à l'hôtel Adlon de Berlin à l'initiative de Bernd Eichinger, Ulrich Felsberg et Helmut Dietl. Elle est un organe essentiel de la promotion de la culture artistique allemande.

## Organisation

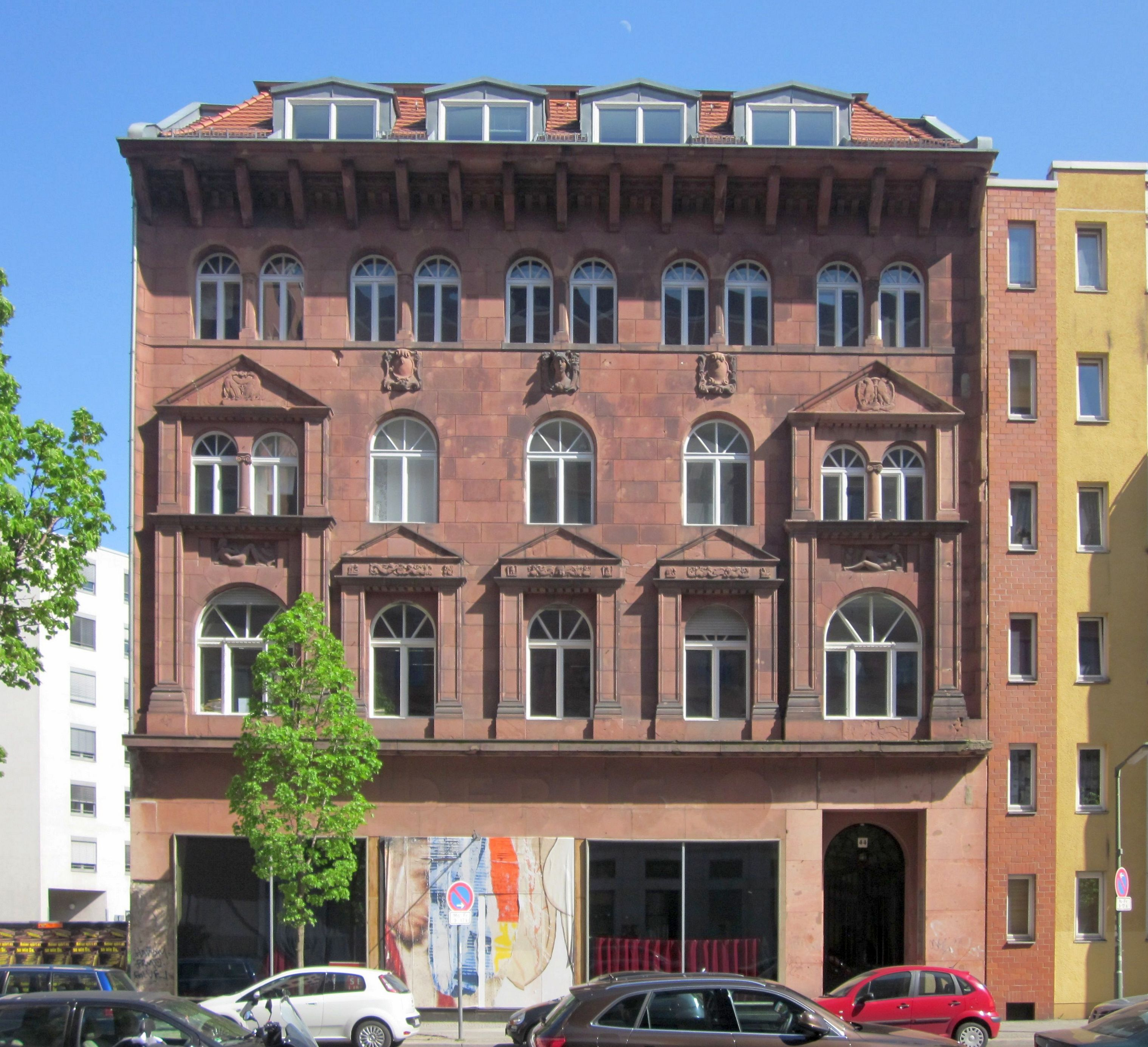
siège de l'Académie allemande du cinéma à Berlin

L'association est indépendante et est financée par les cotisations des membres ordinaires, des membres d'honneur, des membres bienfaiteurs et des membres du cercle d'amis. Tous les lauréats du Prix du cinéma allemand deviennent automatiquement membres par leur propre déclaration. Les membres honoraires sont nommés membres de l'Académie allemande du cinéma pour leurs services au cinéma allemand. Les membres bienfaiteurs sont des entreprises et des personnes morales du secteur cinématographique. Les amis sont d'autres cinéastes qui souhaitent soutenir le travail de l'association. L'Académie compte près de 2400 membres en 2024. 

### Présidence
Les premiers présidents sont Senta Berger et Günter Rohrbach. En 2010, Iris Berben et Bruno Ganz sont élus pour lui succéder. Depuis 2013, Iris Berben occupe seule la fonction. Après avoir exercé trois mandats au total, elle décide de ne pas se représenter. En 2019, l'assemblée générale élit son successeur Ulrich Matthes. Dans le même temps, Philipp Weinges met fin à ses fonctions de directeur de la section scénario et de coprésident du conseil d'administration. Benjamin Herrmann en est depuis lors l'unique président. Martin Heisler (production), Lisy Christl (production/costumes/maquillage) et Sven S. Poser (scénario) ont été nouvellement élus au conseil d'administration de l'Académie allemande du cinéma en tant que membres adjoints du conseil d'administration. 
En 2022, Alexandra Maria Lara et Florian Gallenberger remplacer Ulrich Matthes à la présidence. 

### Sections (groupes professionnels)
Les sections actuellement définies dans les statuts sont les suivantes:
1. documentaire
2. scénario
3. composition de l'appareil photo/de l'image
4. conception de la production
5. conception de costumes
6. maquilleur
7. Musique / Conception sonore
8. couper
9. production
10. directeur
11. par intérim
12. Effets visuels
13. fonderie
14. film d'animation

## Prix du cinéma allemand

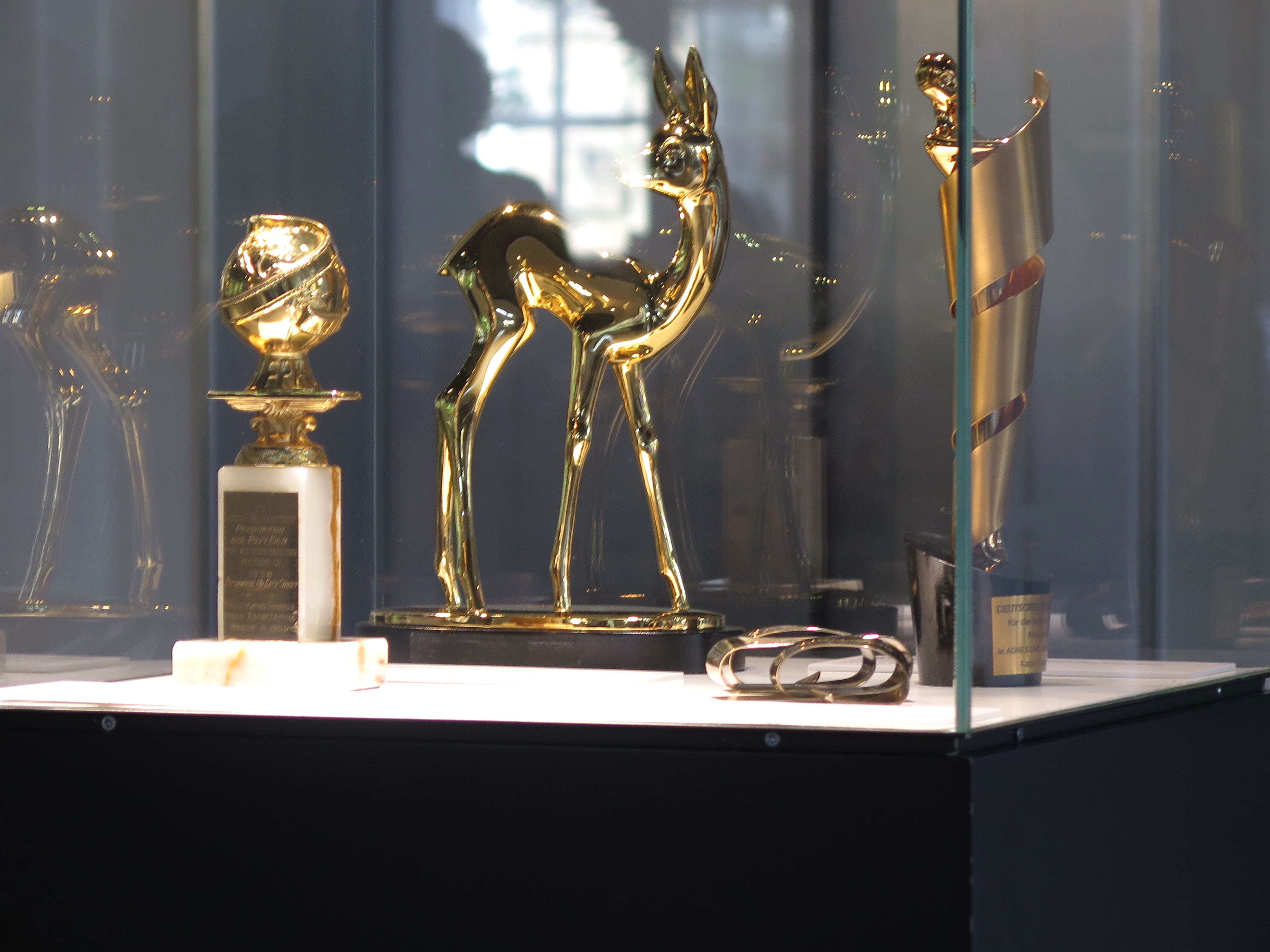
Statuette Lola (à droite sur la photo)

Le Prix du cinéma allemand est décerné par les membres de l'Académie allemande du cinéma depuis 2005 et est considéré comme l'une des récompenses les plus prestigieuses pour le cinéma allemand,,. 
Le symbole du prix du cinéma est la statuette Lola, qui est décernée en or aux lauréats des différentes catégories. Dans la catégorie « Meilleur long métrage », il est également récompensé par le bronze et l’argent.

## Personnalités liées
- Claudia Mattai del Moro, ingénieure du son, (1972-)